# سرخ‌ادراری

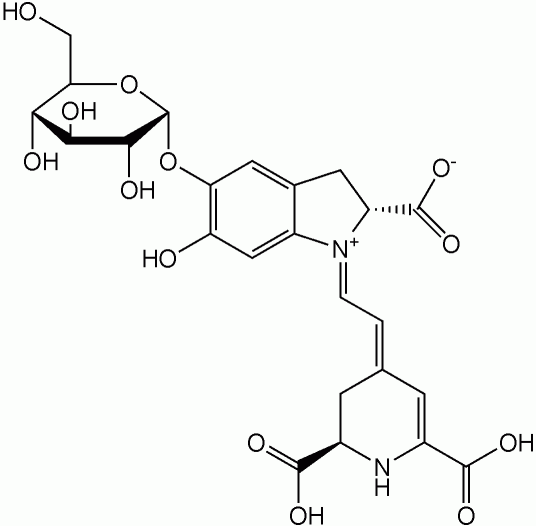
بتانین، رنگدانه چغندر باعث رنگی شدن ادرار می‌شود.

سُرخ‌اِدراری، سُرخ‌میزی یا بیتوریا (انگلیسی: Beeturia) به ایجاد رنگ قرمز یا صورتی در ادرار بعد از خوردن چغندر یا رنگ خوراکی با عصاره چغندر یا رنگدانه چغندر گفته می‌شود. این رنگ توسط دفع رنگدانه‌های بتالین (بتیسانیین) از قبیل بتانین ایجاد می‌شود. شدت این رنگ در افراد و شرایط مختلف، بسیار متغیر است و می‌تواند از نامرئی تا شدید موجود باشد. این رنگدانه‌ها در شرایط قوی اسیدی به تخریب اکسایشی حساسیت دارند؛ بنابراین رنگ‌آمیزی ادرار بستگی به اسیدیته معده و زمان خاموشی معده و همچنین حضور مواد محافظ مانند اسید اگزالیک دارد. و اغلب با مدفوع قرمز یا صورتی همراه است.

## علت

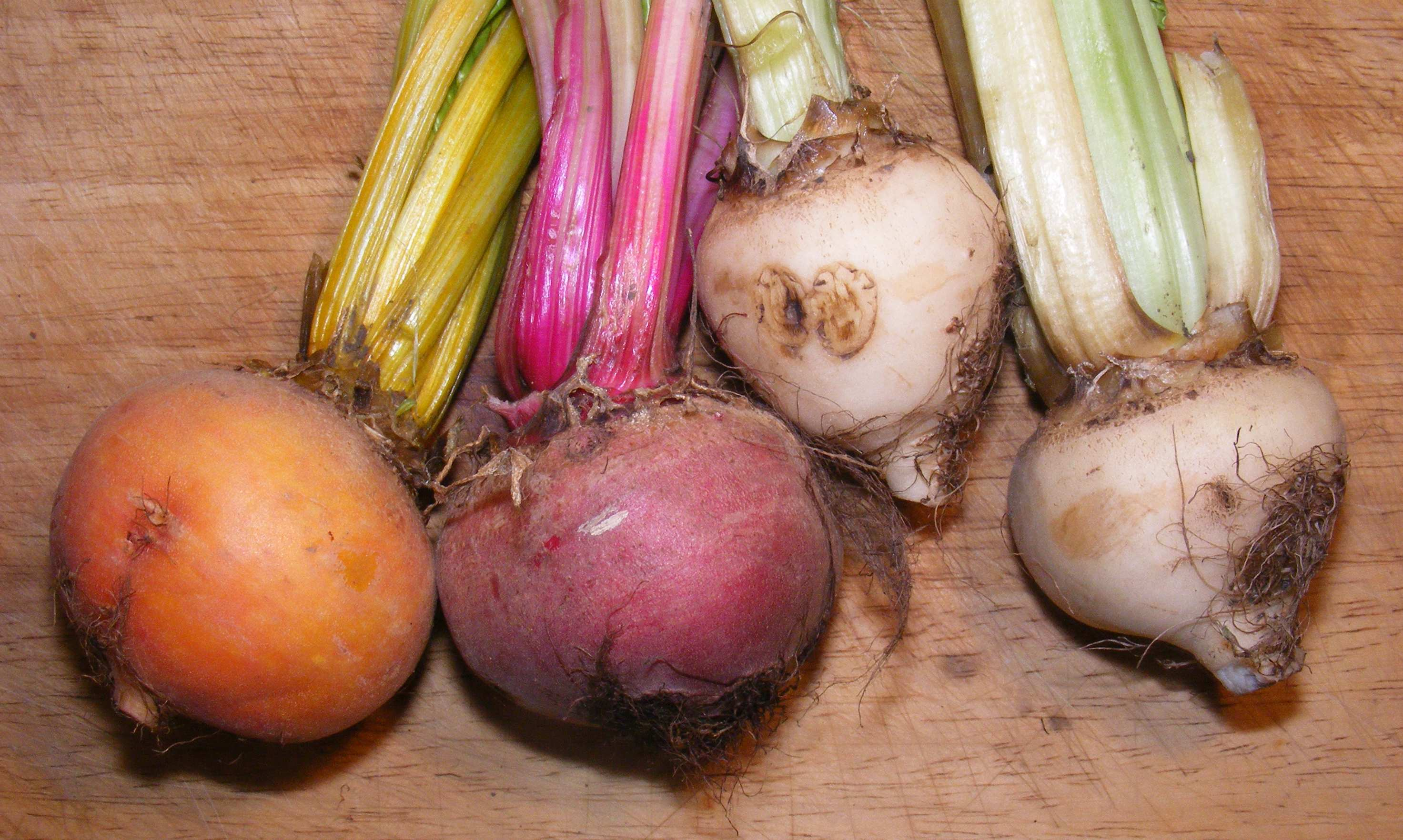
مجموعه ای از انواع مختلف چغندرهای رنگی

رنگ قرمز به دلیل حضور رنگدانه‌های بتالین متابولیزه نشده مانند بتانین در چغندر است که از بدن عبور کرده. رنگدانه‌ها در روده بزرگ جذب می‌شوند. بتالین‌ها شاخص‌های بازدارنده حساس به اکسایش هستند که توسط اسید هیدروکلریک، یون‌های آهن و باکتری‌های روده بزرگ بدون رنگ می‌شوند. فلور روده نقش مهمی در تخریب رنگدانه ایفا نمی‌کند.

## توضیحات
- ارتباط‌هایی با کمبود آهن دارد.[۲]
- سرخ‌ادراری ارتباط شناخته شده‌ای با کمبود متابولیسم کبدی یا دفع کلیوی ندارد.[۲]
- هیچ تأثیر مستقیم ژنتیکی شناخته شده‌ای وجود ندارد.[۱][۴][۵]

## عوامل مؤثر بر سرخ ادراری
میزان رنگدانه منتقل شده به موارد زیر بستگی دارد:
- مقدار رنگدانه در غذا، از جمله:
  - نوع چغندر
  - افزودن عصاره غلیظ چغندر به عنوان یک افزودنی غذایی برای غذاهای فرآوری شده خاص[۱]
  - شرایط ذخیره‌سازی مادره غذایی از جمله نور، گرما و اکسیژن، و یخ‌زدایی و انجماد مداوم که می‌تواند رنگدانه‌ها را از بین ببرد[۱]
  - حجم ادرار که بر غلظت رنگ تأثیر می‌گذارد.
- اسیدیته معده و زمان بسته شدن معده[۱][۲]
- حضور مواد محافظتی مانند اسید اگزالیک در غذا و در هنگام عبور از روده
- داروهایی که اسیدیته معده را تحت تأثیر قرار می‌دهند مانند مهار کننده‌های پروتون پمپ[۱]